# Tropaeastrum
Tropaeastrum é um género botânico pertencente à família Tropaeolaceae.